# Gymnopédies (Satie)
Pour les fêtes religieuses antiques, voir Gymnopédies.
 (janvier 2024).
- Si vous ne connaissez pas le sujet, laissez ce bandeau (vous pouvez alors contacter les auteurs).
- Si vous supprimez le contenu mis en cause (vous pouvez préalablement contacter les auteurs),

argumentez précisément cette suppression dans la page de discussion
(un manque de référence n'est pas un argument ; une recherche réelle de référence doit avoir été effectuée, être formellement documentée).
Les Gymnopédies ou Trois Gymnopédies sont une série de trois variantes de valses lentes impressionnistes pour piano solo, composées par Erik Satie et publiées en 1888 à Paris. Elles sont inspirées du roman historique Salammbô (1862) de Gustave Flaubert et des Gymnopédies, danses rituelles exécutées à Sparte lors de fêtes religieuses du temps de la Grèce antique,. Elles sont parmi ses compositions les plus célèbres avec les Gnossiennes.

## Musique
Les Gymnopédies sont des pièces légères mais atypiques qui bravent délibérément de nombreuses règles de la musique classique[Lesquelles ?] (Erik Satie joue toute sa vie à se rebeller et à défier les règles académiques[réf. nécessaire] établies de l'art et de la musique,). Les trois compositions sont écrites selon un rythme à 
 et sont des variantes d'un thème et d'une structure similaires.
La première Gymnopédie utilise un mode mixolydien[réf. souhaitée] (ou hypoionien).
Les Gymnopédies sont des pièces éthérées, aériennes, vaporeuses, nostalgiques, minimalistes, abstraites, sereines, et mystérieuses, qui inspirent la rêverie mélancolique[réf. nécessaire], parfois considérées comme des précurseurs de l'ambient (ou musique d'ambiance). Brian Eno, pionnier de ce mouvement musical, cite Erik Satie comme une de ses influences majeures. Satie lui-même a créé le terme « musique d’ameublement » pour définir certaines de ses œuvres, signifiant par là qu'elles pouvaient fort bien convenir comme fond sonore, mais ce terme a été créé en 1917 et Satie ne l'a jamais appliqué aux Gymnopédies. Dans la seconde moitié du XXe siècle, les Gymnopédies ont cependant souvent été décrites comme faisant partie de la « musique d’ameublement » de Satie, sans doute en raison des interprétations musicales de John Cage.

## Composition et publication

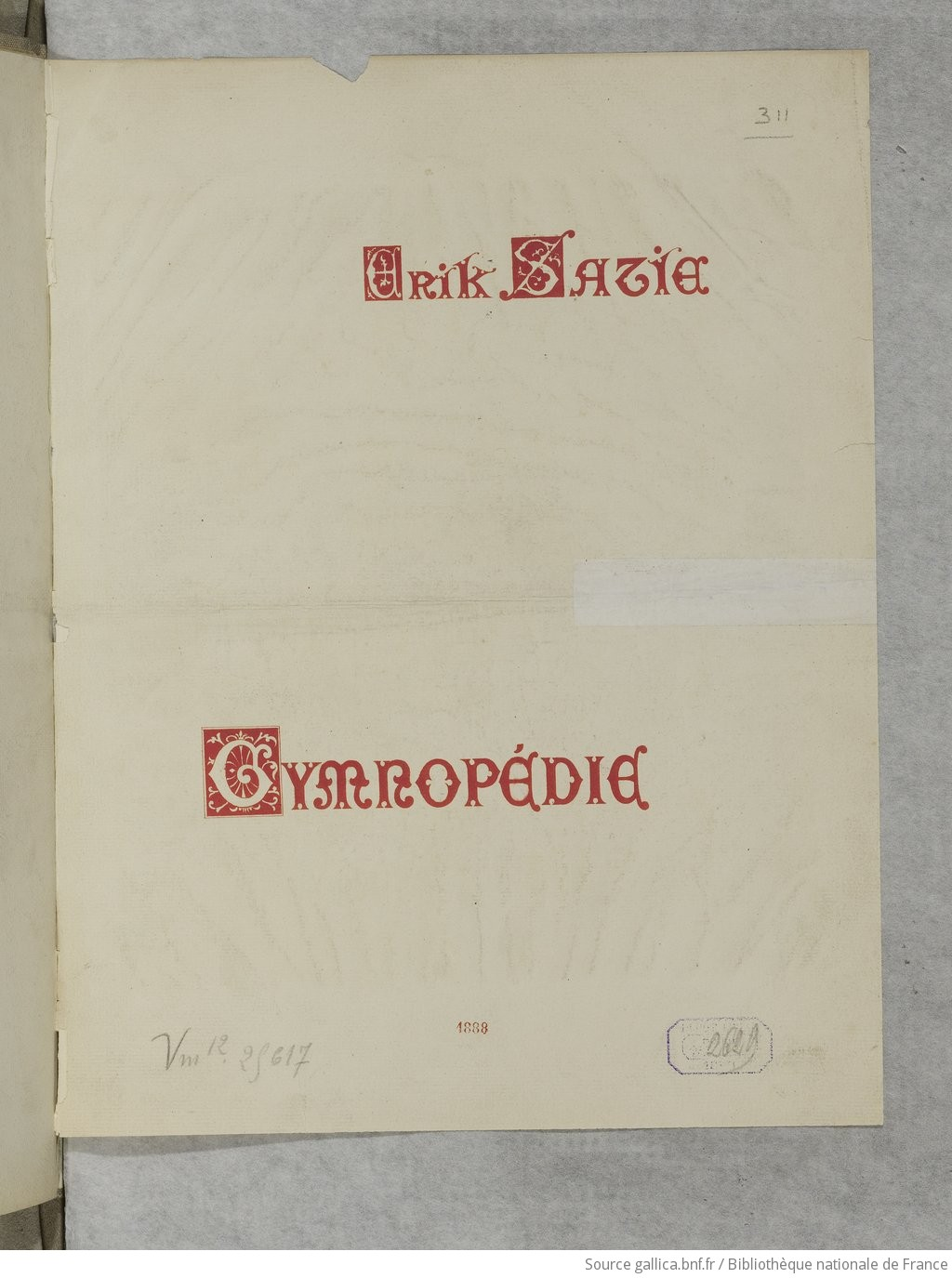
Page de titre de la première édition (1888).

C'est après avoir lu Salammbô de Gustave Flaubert que Satie a l'idée de pièces pour piano inspirées par les danses de l'antiquité grecque. La série entre dans la catégorie des œuvres de sa période Montmartroise. Les pièces furent publiées pour la première fois par son père Alfred Satie, mais ne connurent une vraie popularité qu'à partir de 1910, quand la jeune génération de compositeurs et d'interprètes français de l'époque découvrit sa musique.

## Choix du mot «Gymnopédies»
Satie a choisi le terme de « gymnopédies » qui désigne une danse pratiquée par de jeunes danseurs nus à Sparte. La danse est mentionnée notamment par Xénophon dans les Helléniques, Platon dans les Lois et Plutarque dans son Traité de la musique. La thématique grecque antique parcourt toute l'œuvre de Satie, depuis les Gnossiennes jusqu'à La Mort de Socrate. Selon Jean-Joël Barbier, le mot fut peut être choisi en allusion aux notions d'ascétisme et d'austérité qui se réfèrent à tout ce qui est en relation avec la civilisation spartiate, deux notions proches de l'esthétique d'Érik Satie. Satie s'inspire entre autres également de la poésie de son ami poète JP Contamine de Latour (1867-1926), auteur des Antiques : 

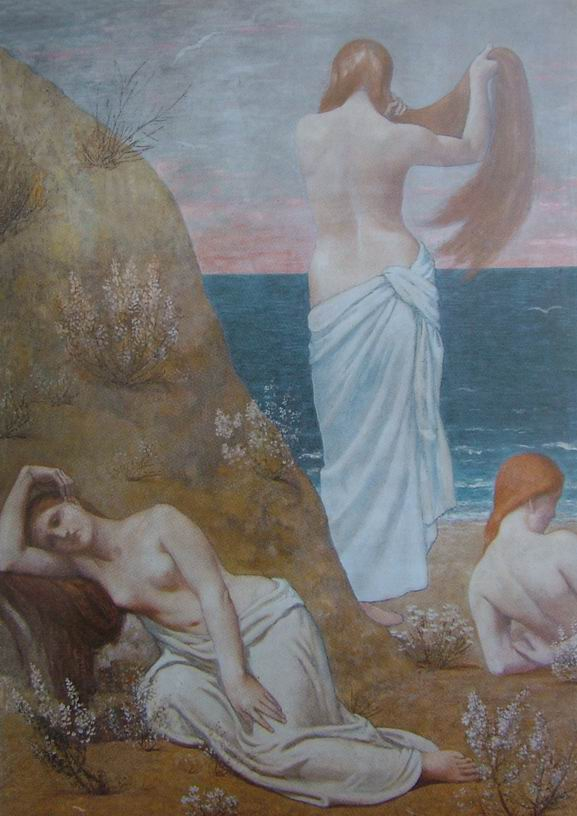
Jeunes filles au bord de la mer, par Pierre Puvis de Chavannes, 1879, Musée d'Orsay (représentation artistique symboliste qui a peut-être inspiré Satie pour l'ambiance qu'il souhaitait évoquer dans ses Gymnopédies)

Oblique et coupant l'ombre un torrent éclatant

Ruisselait en flots d'or sur la dalle polie

Où les atomes d'ambre au feu se miroitant

Mêlaient leur sarabande à la gymnopédie

## Orchestrations de Debussy

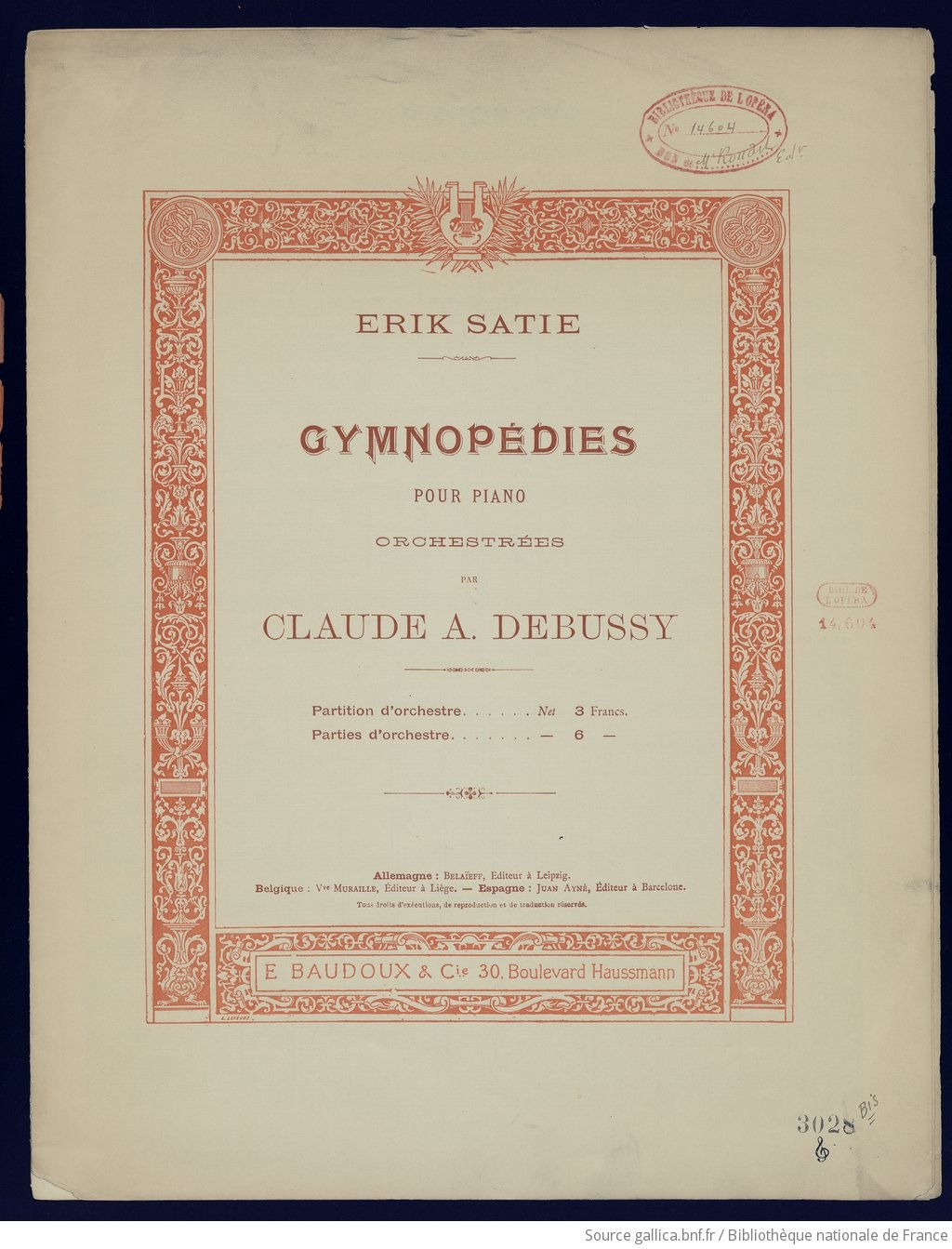
Page de titre de la partition de l'orchestration de Debussy (éd. E. Baudoux).

Fin 1896, la popularité et la situation financière de Satie étaient au plus bas. Claude Debussy, dont la réputation grandissait à cette époque, décida de faire un effort pour attirer l'attention du public sur le travail de son ami en orchestrant les Gymnopédies.
Selon Debussy, la 2e gymnopédie ne se prêtait pas à une orchestration, il se consacra donc à la 3e et à la 1re, en inversant leur numérotation :
Première gymnopédie (version originale pour piano de Satie) → 3e gymnopédie (orchestration de Debussy)
Troisième gymnopédie (version originale pour piano de Satie) → 1re gymnopédie (orchestration de Debussy)
La première représentation des deux versions orchestrales de Debussy eut lieu en février 1897 et les partitions furent publiées en 1898.
L'orchestration de la deuxième gymnopédie ne fut réalisée que bien des décennies plus tard, par d'autres compositeurs, et n'est guère donnée. Il existe ainsi une orchestration par Roland-Manuel et une autre par David Leo Diamond.

## Reprises et postérité

### Au cinéma
Les Gymnopédies sont reprises dans les bandes son de nombreux films au cinéma, dont :
- 1963 : Le Feu follet, de Louis Malle, la première des Gymnopédies et les trois premières Gnossiennes, interprétées par Claude Helffer.
- 1981 : My Dinner with Andre, de Louis Malle.
- 1987 : Manie Manie : Les Histoires du labyrinthe, de Rintarō, dans le premier des trois courts métrages : Le Labyrinthe.
- 1988 : Une autre femme, de Woody Allen.
- 1994 : Corrina, Corrina, de Jessie Nelson.
- 1997 : The Game, de David Fincher.
- 1997 : Une fée bien allumée, de Melanie Mayron, première gymnopédie.
- 2000 : La ville est tranquille, de Robert Guédiguian.
- 2001 : La Famille Tenenbaum, de Wes Anderson.
- 2006 : 2h37, de Murali K. Thalluri, première gymnopédie jouée à quatre mains.
- 2008 : Le Funambule (Man on Wire), de James Marsh.
- 2008 : Paris, de Cédric Klapisch.
- 2009 : Mr Nobody, de Jaco Van Dormael.
- 2009 : Neuilly sa mère !, de Gabriel Julien-Laferrière.
- 2010 : La Disparition de Haruhi Suzumiya, de Nagaru Tanigawa.
- 2015 : Love, de Gaspar Noé.
- 2015 : Under Pressure, d'Anna Boden et Ryan Fleck.
- 2018 : Climax, de Gaspar Noé.
- 2018 : Dilili à Paris, de Michel Ocelot.
- 2023 : The Fabelmans de Steven Spielberg (Gymnopédie no 2).

### Séries télévisées
1995 : Dans le 13e épisode de la saison 2 de la série télévisée X-Files intitulé Le Fétichiste, la première gymnopédie est diffusée aux funérailles.

### Au théâtre
Dans la pièce Conférence en forme de poire d'Olivier Salon et Martin Granger, créée en 2012, une conférence sur Érik Satie, accompagnée par la première Gymnopédie au piano, se mélange avec une autre conférence sur l'optimisation des ressources et du temps de travail. Il en résulte notamment des versions de plus en plus « compressées » de la Gymnopédie.
On entend aussi Gymnopédies no 1 dans la captation du one-man show de Gaspard Proust Tapine.

### Dans la bande dessinée
Prologue-Gymnopedies (2012) est un recueil de six histoires courtes inspirées par les gymnopédies d'Érik Satie, chacune écrite et dessinée par un mangaka différent :
- A certain, student, gymnopedies, par Natsujikei Miyazaki
- A night absent of return, par Murai
- For a quiet night's sleep, par Yoso Machi
- Gentle Water, par Kayashima Yuuta
- Déjà-vu, par Mikami Yuuri
- Slowly, as if in pain, par Sekine Miyuu

### Dans les jeux vidéo
La Gymnopédie no 1 est présente dans le jeu vidéo Persona 2: Innocent Sin sorti en 1999. Elle est l'une des musiques que l'on peut entendre dans la Velvet Room. La version PSP reprend cette référence.
La Gymnopédie no 1 est présente dans deux jeux du studio japonais Grasshopper Manufacture. Dans Flower, Sun, and Rain sorti en 2001 sur PlayStation 2 et en 2009 sur Nintendo DS. Ainsi que dans le jeu Killer7 sorti en 2005.
On retrouve la Gymnopédie no 1 dans le jeu vidéo Mother 3 sorti en 2006. Elle est reprise à l'identique (avec le hardware de la GBA) sous le titre Leder's Gymnopedie. Elle est utilisée lors du passage à New Pork City, au moment où Leder raconte son histoire.
On peut entendre la première Gymnopédie jouée au piano par un robot dans le jeu Remember Me sorti en 2013.
On peut entendre une des Gymnopédies dans le jeu vidéo Samsara Room sorti en 2013. Le même studio emploie également la Gymnopédie n°3 durant la deuxième partie du jeu Cube Escape: Seasons.
La Gymnopédie no 1 est entendue à de nombreuses reprises dans le jeu Close your Eyes sorti en 2015 sur la plateforme Steam.
Gymnopédie est une musique jouable dans le jeu Starbound sorti en 2016.
La Gymnopédie no 1 est un des morceaux de musique classique repris par le groupe Ridiculon pour la bande originale du jeu vidéo The End Is Nigh sorti en 2017. Ce morceau est utilisé lors de certains niveaux cachés du jeu.
La troisième Gymnopédie est utilisée pour la musique du menu dans le jeu vidéo Symphony.
La Gymnopédie no 1 est également entendue dans le Visual Novel Mahoutsukai no Yoru (Witch of the Holy Night), développé par le studio japonais TYPE-MOON et paru 2012 au Japon. Il est aussi disponible depuis le 14 Décembre 2023 sur la plateforme Steam.
La musique jouée lors des crédits du jeu vidéo Antimatter Dimensions est aussi Gymnopédie no 1, interprétée par Kevin MacLeod.

### Dans les arts plastiques
Les Gymnopédies ont aussi été utilisées pour l'installation L’expédition scintillante de l'artiste contemporain Pierre Huyghe.

### En musique électronique
La Gymnopédie no 1 a été reprise en 2020 par le musicien français de musique électronique Thylacine.